# Teofil Czerwiński
Teofil Czerwiński (ur. 2 lipca 1927 w Kałuszynie, zm. 11 maja 2021) – polski siatkarz i trener siatkarski.

## Kariera sportowa
W latach 1952–1957 wystąpił w 13 spotkaniach reprezentacji Polski, m.in. na mistrzostwach świata w 1952 (7. miejsce). Był zawodnikiem YMCA Warszawa, Sparty Warszawa i Legii Warszawa. Z Legią zdobył brązowy medal mistrzostw Polski (1961).
Po zakończeniu kariery sportowej pracował jako trener, m.in. w Gwardii Warszawa, Spójni Warszawa, Skrze Warszawa i MUKS Sparta Warszawa, a także we Włoszech (Volley Olimpia Aosta). Wielokrotnie zdobył medale mistrzostw Polski juniorek i kadetek. Karierę trenerską zakończył w 2012.
Jego zawodniczkami były m.in. Krystyna Ostromęcka, Teresa Kaliska, Barbara Miazek, Ewa Cabajewska, Katarzyna Skowrońska-Dolata, Małgorzata Glinka-Mogentale.

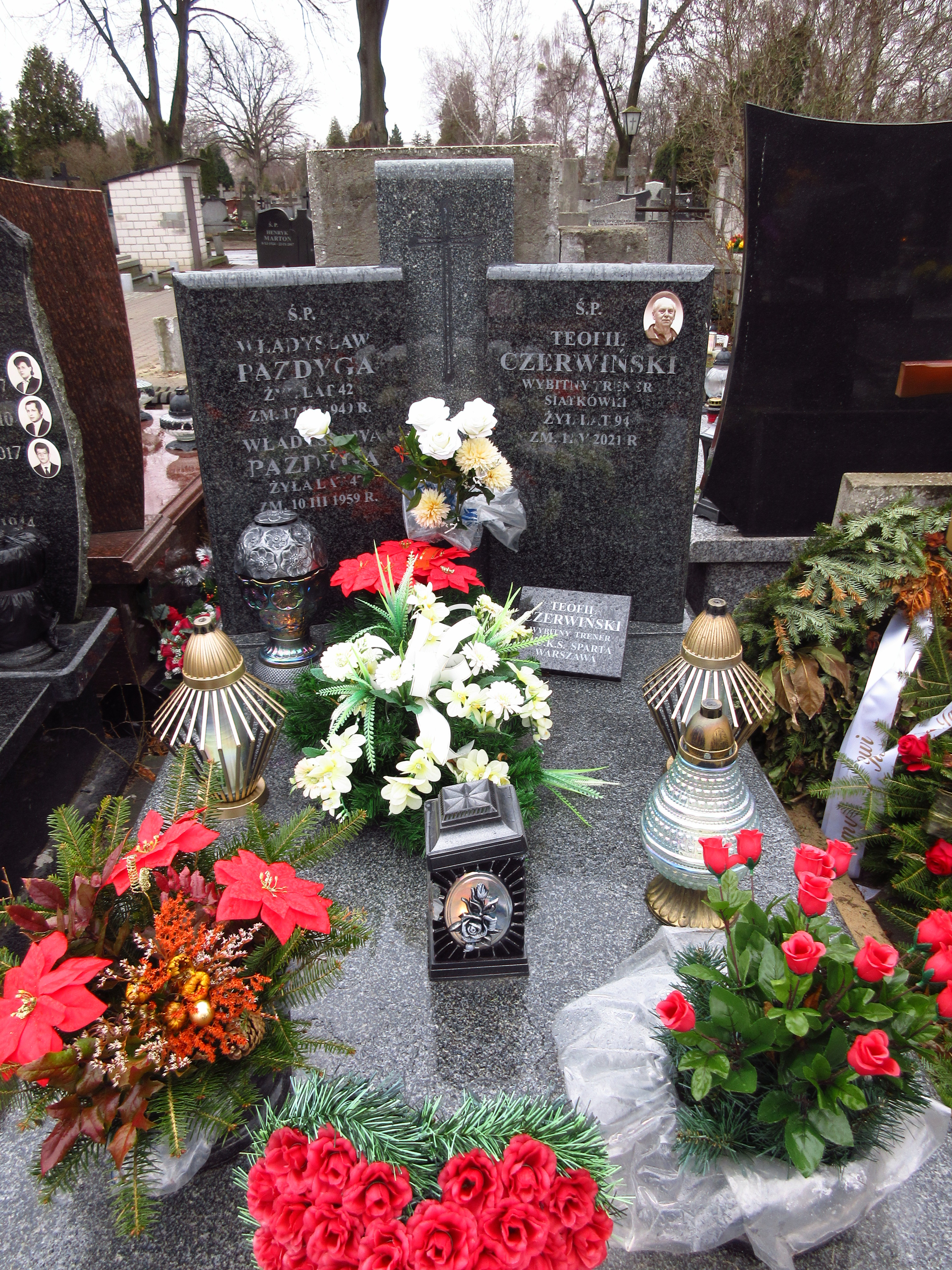
Grób Teofila Czerwińskiego na Cmentarzu Bródnowskim.

Zmarł 11 maja 2021 w wieku 93 lat. Pochowany na cmentarzu Bródnowskim (kwatera 41I-5-32).